# 妮歇尔·普林斯
妮歇尔·普林斯（英語：Nichelle Prince，1995年2月19日—），加拿大女子足球运动员。她曾代表加拿大国家队参加2016年和2020年夏季奥林匹克运动会足球比赛，获得一枚金牌和一枚铜牌。